# Loi relative à l'accueil et à l'habitat des gens du voyage
Pour les articles homonymes, voir Loi Besson.
Lire en ligne

texte à jour sur Légifrance

La loi n° 2000-614 du 5 juillet 2000 relative à l'accueil et à l'habitat des gens du voyage, dite loi Besson II, est une loi française qui modifie le dispositif de la loi Besson I qui obligeait les villes de plus de 5 000 habitants à prévoir des emplacements de séjour pour les nomades. Modifiée par des lois ultérieures, la loi Besson fournit le cadre des règles de droit concernant les « gens du voyage ».
En mars 2003, la loi sur la sécurité intérieure a restreint les droits des gens du voyage concernant l'occupation de terrains.
Les obligations municipales ont de nouveau été réduites par l'art. 27 de la loi du 5 mars 2007 sur la prévention de la délinquance.